# Simona Zani
Simona Zani (Sarnico, 19 agosto 1973) è un'allenatrice di calcio ed ex calciatrice italiana, di ruolo attaccante o difensore.
Da giocatrice ha vinto una Coppa Italia con il Foroni.

## Palmarès

### Giocatrice
- Coppa Italia: 1

Foroni: 2001-2002

### Vice allenatrice
- Campionato italiano: 1

Brescia: 2013-2014, 2015-2016
- Coppa Italia: 2

Brescia: 2014-2015, 2015-2016
- Supercoppa italiana: 3

Brescia: 2014, 2015, 2016